# Al Tadamon SC (Kuwait)
Al-Tadamon SC es un equipo de fútbol de Kuwait que juega en la Liga Premier de Kuwait, la primera división nacional.

## Historia
Fue fundado en el año 1965 en la ciudad de Farwaniya y hasta el momento sus mayores logros han sido un subcampeonato de liga en 1999 y tres finales perdidas de la copa del Emir.
Su mejor jugador ha sido Fathi Kameel, quien formó parte de Kuwait en el mundial de España 1982.

## Palmarés
- Kuwaiti Division One (4): 1966–67, 1973–74, 1985–86, 2020–21